# Cydippa
Cydippa là một chi bọ cánh cứng trong họ Chrysomelidae.
Chi này được Chapuis miêu tả khoa học năm 1875.

## Các loài
Chi này gồm các loài:
- Cydippa balyi Chapuis, 1875